# Sergej Slemzin
Sergej Vladimirovič Slemzin (in russo Сергей Владимирович Слемзин?; Novomoskovsk, 29 settembre 1988) è un allenatore di calcio a 5 ed ex giocatore di calcio a 5 russo.

## Carriera
Come portiere è stato convocato nella Nazionale Under-21 di calcio a 5 della Russia per il vittorioso campionato europeo di categoria.

## Palmarès

### Competizioni nazionali
- Campionato russo: 2
  - Gazprom Jugra: 2014-15, 2017-18
- Coppa della Russia: 3
  - Gazprom Jugra: 2015-16, 2017-18, 2018-19

### Competizioni internazionali
- Coppa UEFA: 1
  - Gazprom Jugra: 2015-16